# Belägringen av Stralsund (1715)
Belägringen av Stralsund var en belägring som ägde rum under stora nordiska kriget. Det började den 12 juli 1715 och slutade med att den svenska garnisonen i Stralsund kapitulerade den 23 december 1715.

## Bakgrund
Stralsund hamnade under svensk flagg genom Westfaliska freden (1648) och var under omkring 150 år Sveriges kanske viktigaste befästningspunkt i kontinentalt avseende.
Under stora nordiska kriget blockerades Stralsund av de allierade (ryssar, sachsare, danskar) mellan 7 september 1711 och 7 januari 1712, samt under hösten 1713. Den 11 november 1714 kom Karl XII till staden, efter sin famösa 215-milsritt på 14 dygn från Piteşti. I september året därpå belägrades Stralsund ånyo av de allierade (preussare, danskar, sachsare).

## Belägringen
Försvaret leddes av Karl XII personligen. Staden var vid denna tidpunkt i relativt bra tillstånd försvarsmässigt. Den svenska sidan byggde under belägringen ett antal framskjutna verk, retrancherade Dänholm och Altefähr, iståndsatte Redewichskansen, samt byggde en redutt på Ruden. Först 2 november 1715 öppnade fienden artillerield; i december 1715 började staden falla samman och redan 12 december 1715 var en bräsch skjuten.
Natten till den 12 december 1715 lämnade Karl XII staden och seglade över till Skåne. Den 13 december blev Stralsund tvingat till kapitulation. Efter freden 1720 kom Stralsund sedan att återlämnas till Sverige.
När fästningen intagits av danskarna, var Gerhard Christian von Stöcken kommendant där tills fredsuppgörelsen 1720.